# یانگ چن
یانگ چن (انگلیسی: Yang Chen؛ زادهٔ ۱۷ ژانویهٔ ۱۹۷۴) یک بازیکن فوتبال اهل جمهوری خلق چین است.